# محمد كبريت المدني
محمد بن عبد الله بن محمد الحسيني المدني المشهور بـ محمد كِبريت (1603 - 29 مايو 1660) (1012 - 20 رمضان 1070) متصوف وكاتب وشاعر حجازي من أهل القرن السابع عشر الميلادي/ الحادي عشر الهجري. وُلِدَ بالمدينة في عائلة شريفة، وبها نشأَ، وحفظ القرآن، واشتغلَ بالعلوم النقلية والعقلية، فأخذ عن علماء منهم، عبد الملك العصامي وعبد الرحمن بن عيسى المرشدي وعبد الله بن ولي الحضرمي. توجَّه إلى الأناضول في سنة 1630 طلباً لمنصب علمي يعود عليه بمنفعة مادية، وألَّفَ رحلةً سمَّاها رحلة الشتاء والصيف، ذكر فيها ما وقع له في سفرته هذه. دخل دمشق في أثناء رجوعه وأخذ فيها عن أيوب بن أحمد الخلوتي ثم رحل إلى القاهرة ومال إلى التصوف وتصدر للتدريس في مسقط رأسه، حتى وفاته بها. له عدة مؤلفات في موضوعات شتى وأشعار. 

## سيرته
هو محمد بن عبد الله بن محمد بن شمس الدين بن أحمد، ينتهي نسبُه إلى علي بن أبي طالب. ولد في المدينة سنة 1012 هـ/ 1603 م ونشأ فيها. حفظ القرآن ثم اشتغل بالعلوم النقلية والعلوم العقلية، أخذ النحو والتصريف والمعاني والبيان عن علماء منهم عبد الملك العصامي وعبد الرحمن بن عيسى المرشدي وغيرهما وأخذ العلوم الرياضية والطبيعية والحِكمية والتصوف عن عبد الله بن ولي الحضرمي.

وفي سنة 1039 هـ/ 1630 م ذهب إلى الأناضول، ودخل دمشق في أثناء رجوعه وأخذ فيها عن أيوب بن أحمد الخلوتي. ثم رحل إلى القاهرة ولازم فيها محمد بن زين العابدين البكري فنَصَح له بأن يأخذ شيئًا من التصوف عن بعض الخلوتية.

ثم عاد إلى المدينة واختصّ فيها بصحبه محمد مكي بن ولي الدين المدني، وفي أثناء ذلك كان يتصدر للتدريس.

توفي محمد كبريت المدني في المدينة في 20 رمضان 1070/ 29 مايو 1660.

## مهنته
كان محمد كبريت ناثرًا وشاعرًا ينظِمُ القصائد الطوال والمُقَطِّعاتِ القِصار، ومقطّعاته أفضلُ من قصائده. وأكثر شعره في الأغراض الوُجدانية وله مديحٌ نازلٌ في الجودة عن مُقطّعاته الوجدانية. وهو مؤلف وله كتب. 

## مؤلفاته
من أشهر مؤلفاته:
- بسط المقال في القيل والقال
- الجواهر الثمينة في محاسن المدينة
- حاطب ليل
- خمائل الأفراح وبلابل الأرواح
- ذيل العارض في شرح ديوان ابن الفارض
- ركاز الركاز في المعمى والألغاز
- العقود الفاخرة في أخبار الدنيا والآخرة
- الزنبيل في اختصار كشكول البهاء العاملي
- محك الدهر
- المطلب الحقير في وصف الغني والفقير
- نصر من الله وفتح قريب
- رسالة في وحدة الوجود

- رحلة الشتاء والصيف، رحلة قام بها من الدينة إلى إسطنبول في أيام السلطان مراد الرابع
- بلوغ المرام من أحكام المنكام